# Avenida Gran Chimú (San Juan de Lurigancho)
La avenida Gran Chimú es una de las principales avenidas del distrito de San Juan de Lurigancho, en la ciudad de Lima, capital del Perú. Se extiende de oeste a este, a lo largo de 19 cuadras.

## Recorrido
Se inicia en la avenida Malecón Checa, y paradójicamente, termina su recorrido en esta misma avenida. Cruza por una zona altamente comercial. Recorre, en su mayor parte, la urbanización Zárate. 